# Franz Ernst Neumann
Franz Ernst Neumann (Joachimsthal, 11 settembre 1798 – Königsberg, 23 maggio 1895) è stato un fisico, matematico e cristallografo tedesco.

## Biografia
Neumann nacque a Joachimsthal, Prussia, non lontano da Berlino. 
Nel 1815 interruppe i suoi studi a Berlino per servire l'esercito come volontario nella campagna contro Napoleone, rimanendo ferito nella battaglia di Ligny. 
In seguito a questi fatti entrò come studente di teologia all'università di Berlino, ma presto cambiò percorso, spostando i suoi interessi verso materie scientifiche.
I suoi studi iniziali erano concentrati soprattutto sulla cristallografia e la reputazione che vi raggiunse gli valse la nomina a "Privatdozent" all'università di Königsberg, dove divenne professore di mineralogia e fisica, nel 1828 come straordinario e nel 1829 come ordinario.
Nel 1831, da uno studio sul calore specifico dei composti, elaborò la legge di Neumann, che spiega come il calore molecolare di un composto sia uguale alla somma del calore atomico dei suoi costituenti.
Dedicandosi in seguito all'ottica, creò delle memorie che gli hanno valso un posto tra i primi ricercatori di una vera teoria dinamica della luce. Nel 1832, con l'aiuto di una particolare ipotesi sulla costituzione dell'etere, raggiunse, attraverso un rigoroso calcolo dinamico, dei risultati che concordavano con quelli ottenuti da Augustin-Louis Cauchy, riuscendo a dedurre leggi di doppia rifrazione molto simili a quelle di Augustin-Jean Fresnel.
Negli anni seguenti si dedicò al problema di giungere ad un'espressione matematica delle condizioni di una superficie di separazione tra due mezzi cristallini, ricavando dalla teoria le leggi di doppia rifrazione nei corpi cristallini estesi.
Diede importanti contributi alle teorie matematiche sull'elettrodinamica e, nelle pubblicazioni del 1845 e 1847, stabilì matematicamente le leggi sull'induzione di correnti elettriche, contribuendo alla legge di Faraday-Neumann.
Scoprì nelle meteoriti delle strutture chiamate in suo onore linee di Neumann.
La sua ultima pubblicazione, apparsa nel 1878, fu sulle armoniche sferiche (Beitrage zur Theorie der Kugelfunctionen).
Con il matematico Carl Jacobi fondò il seminario mathematisch-physikalisches che operava in due sezioni, una per la matematica e una per la fisica matematica. 
Non tutti gli studenti frequentarono entrambe le sezioni. Nella seconda Neumann insegnava metodi matematici in aggiunta alle tecniche per eseguire un esperimento di fisica esatto, basate su un metodo di misurazione precisa perfezionato dal suo collega astronomo Friedrich Wilhelm Bessel. 
L'obiettivo dei suoi esercizi nei seminari era quello di perfezionare l'abilità dello studente nella pratica di una fisica sperimentale esatta, attraverso il controllo degli errori sperimentali sia costanti che casuali.
Degli studenti che frequentarono il seminario, solo pochi produssero ricerche. 
Tra le poche eccezioni va ricordato Gustav Robert Kirchhoff, che, proprio basandosi sulle ricerche di quei seminari, formulò le due leggi di Kirchhoff.
Neumann si ritirò dalla professione nel 1876 e morì a Königsberg (attuale Kaliningrad, dal 1945 enclave russa), nel 1895, a 96 anni.
I suoi figli furono altrettanto capaci. 
Suo figlio Carl Gottfried Neumann (1832-1925) divenne Privatdozent nel 1858 e, nel 1863, professore straordinario di matematica a Halle. 
Gli venne in seguito affidata la cattedra ordinaria di matematica a Basilea nel 1863, a Tubinga nel 1865 e a Lipsia nel 1868.

## Opere

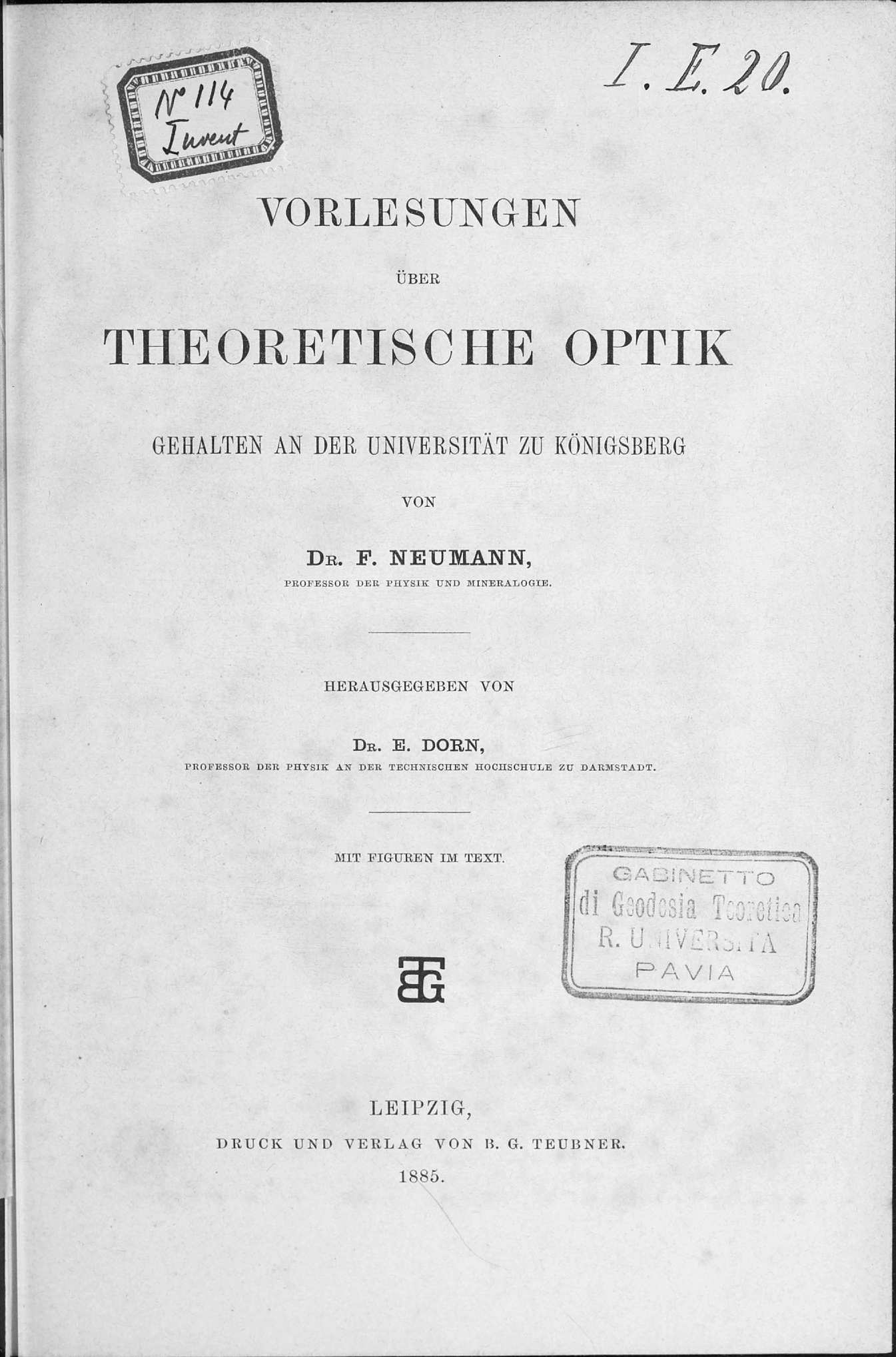
Vorlesungen über theoretische Optik, 1885

- (DE) Vorlesungen über die Theorie des Magnetismus, Leipzig, Benedictus Gotthelf Teubner, 1881.
- (DE) Einleitung in die theoretische Physik, Leipzig, Benedictus Gotthelf Teubner, 1883.
- (DE) Vorlesungen über die Theorie der Elasticität der festen Körper und des Lichtäthers, Leipzig, Benedictus Gotthelf Teubner, 1885.
- (DE) Vorlesungen über theoretische Optik, Leipzig, Benedictus Gotthelf Teubner, 1885.